# Gabriel Velazco
Gabriel Velazco (24 de julio de 1795 - 3 de septiembre de 1867), militar uruguayo.

## Biografía
Comenzó su carrera en 1811, hallándose en las batallas del Cerrito, Guayabos, India Muerta, Sarandí e Ituzaingó. Al producirse la Jura de la Constitución, el 18 de julio de 1830, era el Jefe del Batallón de Guías, presente en la Plaza Matriz, donde esta tuvo lugar. Fue edecán de las dos primeras presidencias constitucionales de Fructuoso Rivera y Manuel Oribe entre 1830 y 1835.
En la Guerra Grande estuvo en el bando de la Defensa de Montevideo. Fue poco después Jefe Político y de Policía de Montevideo del 31 de agosto de 1846 al 23 de junio de 1847. Capitán del puerto de Montevideo entre 1851 y 1855 y de nuevo entre 1856 y 1859. Fue ascendido a General el 31 de agosto de 1859.
Sirvió a los gobiernos de Gabriel Pereira y Bernardo Berro y permaneció como Jefe del Estado Mayor del Ejército de 1865 a su muerte.